# Baseballcap

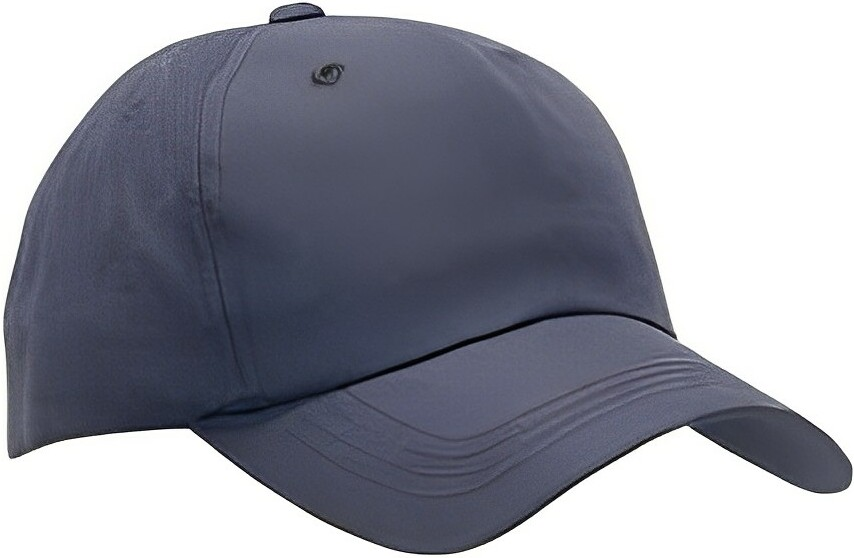
Eine Baseballkappe mit typischer Sonnenblende sowie Knopf und Luftösen

Eine Baseballcap oder Baseballkappe (kurz Cap oder Kappe, umgangssprachlich Cappy, als Scheinanglizismus Basecap, österreichisch umgangssprachlich auch Kappel oder Kapperl, schweizerdeutsch auch Dächlichappe) ist eine Variante der Schirmmütze mit etwas größerer Sonnenblende. Sie hat ihren Ursprung als Kopfbedeckung von Baseballspielern, ist aber mittlerweile allgemein Teil der Freizeitbekleidung und der Dienstkleidung vieler Behörden und anderer Organisationen.

## Eigenschaften

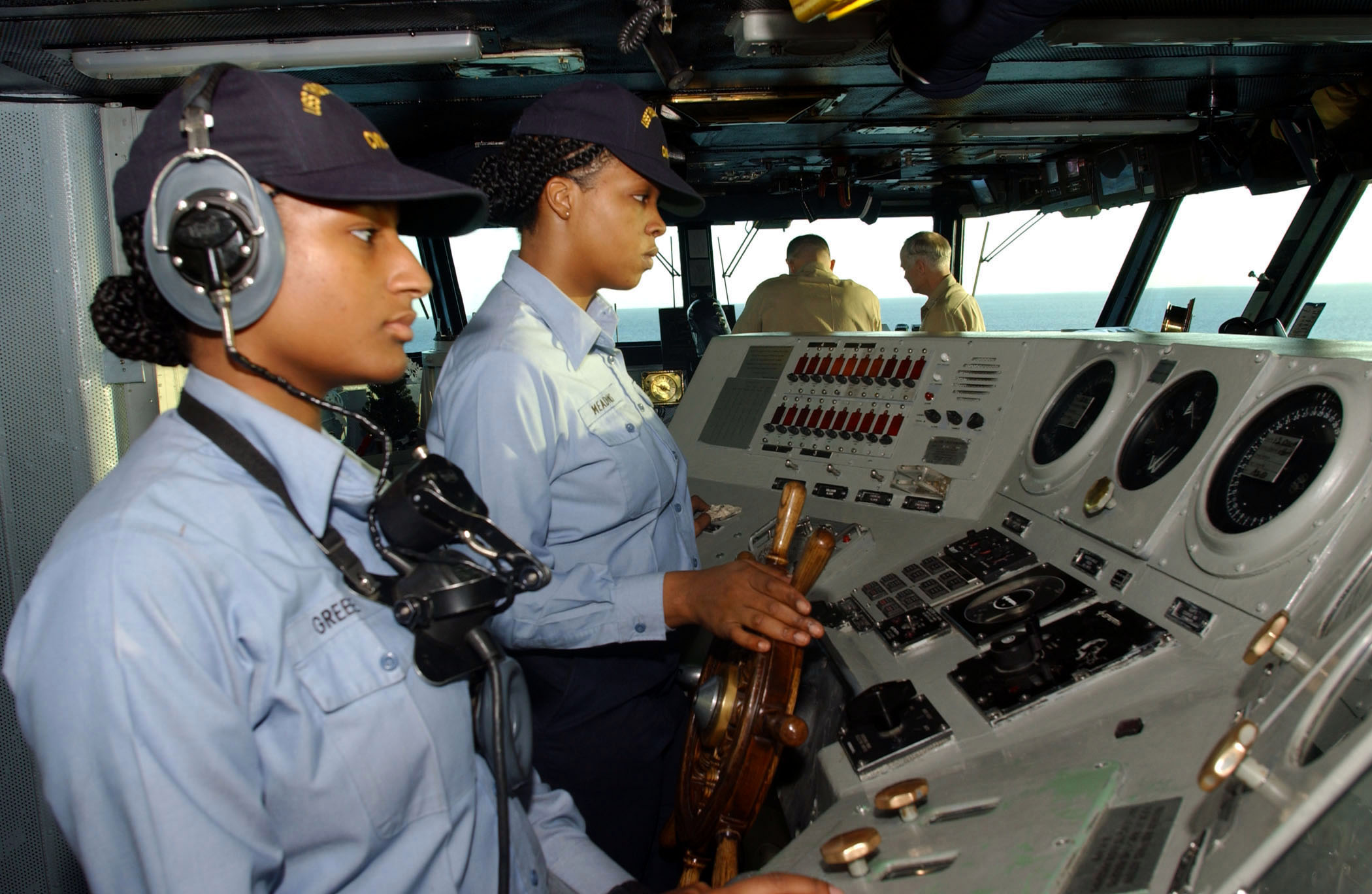
Zwei Besatzungsmitglieder der Theodore Roosevelt mit Baseballkappen als Teil ihrer Uniform, 2001

Baseballcaps sind in der Regel aus Leinen, Baumwolle, Wolle oder Polyester gefertigt, auf der Vorderseite versteift und besitzen statt einer Hutkrempe vorne einen versteiften Schild, der wie bei einer althergebrachten Schirmmütze als Sonnen-, Regen- und darüber hinaus als Stoßschutz dient. Innen ist am unteren Rand meist ein Schweißband eingenäht.

### Fitted Cap
Baseballkappen werden je nach Modell in verschiedenen Größen, dem Kopfumfang des Trägers entsprechend, angeboten. Die englischsprachige Bezeichnung dafür lautet „fitted“. Die Durchmesser werden üblicherweise in Zoll angegeben (z. B. 7½), während der Umfang in Zentimetern gemessen wird. Profibaseballspieler tragen ausschließlich Fitted Caps.

### Snapback Cap

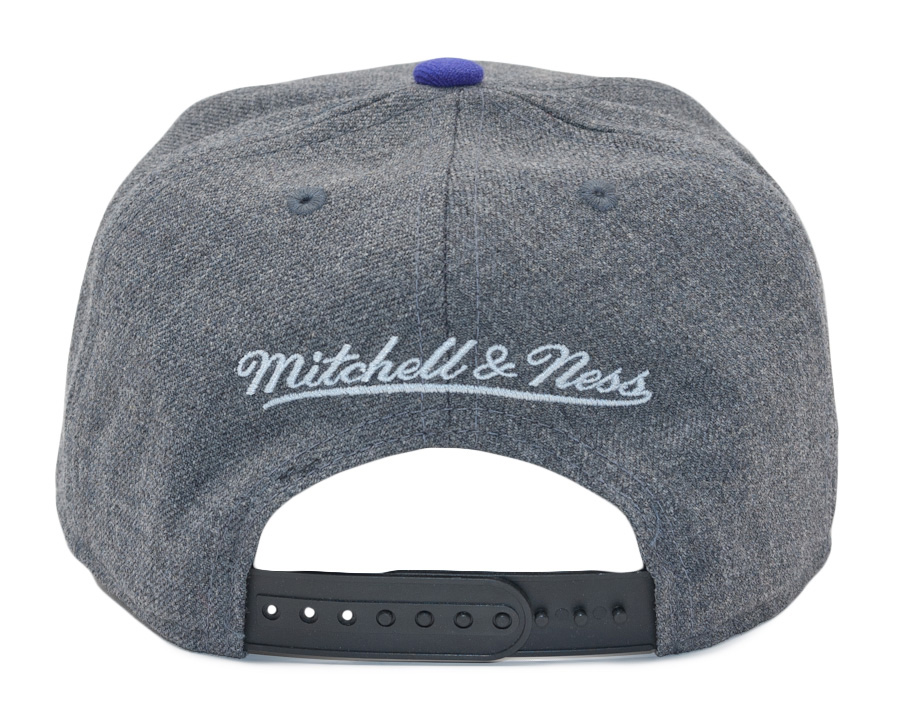
Rückseite einer Snapback Cap

Für andere Einsatzzwecke hat sich dagegen die Universalgröße durchgesetzt. Dabei wird die genaue Passform entweder durch ein elastisches Schweißband oder einen Druckknopf-, Klett- oder Klemmverschluss im hinteren Bereich eingestellt. Kappen mit Druckknopfverschluss werden nach der englischen Bezeichnung auch „Snapback“ genannt. In der Regel hat die Snapback Cap einen biegsamen Schirm mit circa sechs bis acht Nähten, die als optische Details dienen. Oftmals setzt sich der Kopfteil der Snapback Cap aus sechs gleich großen, dreieckigen Stoffteilen zusammen. Inzwischen gibt es jedoch auch modische fünfteilige Versionen der Snapback Cap. Um den Tragekomfort zu erhöhen und den Luftaustausch zu erleichtern, befinden sich an der Seite meist umstickte Luftösen. Alternativ hierzu finden sich auch Kappen mit netzartigem Hinterteil, die sogenannten Mesh Caps oder Trucker Caps. Typisch für fast alle Snapback Caps ist der kleine, oben in der Mitte des Kopfteils angenähte Knopf. In den 2000er Jahren wurde die Snapback Cap zum festen Bestandteil der Kleidung vieler Hip-Hopper. Heute gehört die Snapback Cap zudem in vielen verschiedenen Sportarten zum Erscheinungsbild, z. B. beim BMX-Fahren, Golfspielen und Tennis oder im Motorsport. Ferner hat sie sich in vielen Berufen zum Bestandteil der Uniform entwickelt. Außerdem wird die Snapback Cap von vielen Prominenten auch im Alltag als Accessoire genutzt und hält so weiter Einzug in die Mode- und Sportwelt.

## Geschichte

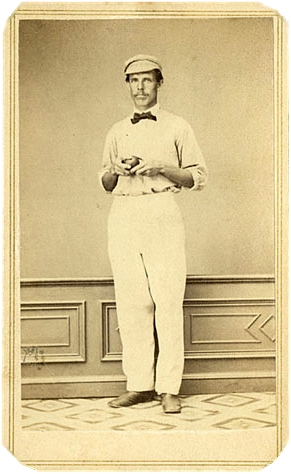
Der Baseballspieler Harry Wright 1863 mit Baseballkappe

Populär wurde die Baseballkappe dadurch, dass am 24. April 1849 die Spieler des Baseballclubs New York Yankees bei einem Spiel in New Jersey anstatt der damals üblichen Strohhüte steife Kappen trugen, die „hemispherical hats“ genannt wurden und zunächst noch keinen Schirm hatten.
Die Trageweise mit dem Schirm nach hinten stammt ebenfalls aus dem Baseballsport selbst, wo manche Positionen eine Schutzmaske vor dem Gesicht tragen, die sich nicht mit dem Schirm vorne verträgt.
Heutzutage tragen üblicherweise alle Spieler der Verteidigung, alle Schiedsrichter und Trainer während des Spiels Baseballkappen, wohingegen die Spieler der angreifenden Mannschaft Schutzhelme tragen, die allerdings ebenfalls mit einem Schirm ausgestattet sind.
In Deutschland wurde die Baseballkappe erstmals in den 1970er Jahren unter Jugendlichen beliebt. Ab Anfang der 1980er Jahre kam, zunächst von amerikanischen Straßengangs ausgehend, die Mode auf, die Mütze mit dem Schirm nach hinten zu tragen. Verschiedene Jugendszenen übernahmen daraufhin dieses Erscheinungsbild. Studien des Ig-Nobelpreis-Trägers John Trinkaus ergaben Mitte der 1990er Jahre, dass zwischen 10 und 40 Prozent der beobachteten Studenten ihre Baseballcaps verkehrt herum trugen.
Mitte der 1990er Jahre nahm die preiswert herzustellende Baseballkappe ihren Einzug in die Uniformmode deutschsprachiger Länder. Sie verdrängte neben dem Barett bei vielen Behörden, Organisationen und Vereinen die bis dahin getragene Bergmütze und andere Kopfbedeckungen.